# Silvia Dumitrescu-Timică
Silvia Dumitrescu-Timică (n. 29 octombrie 1902, Craiova – d. 1 august 1999, București) a fost o actriță română de teatru și film.

## Biografie
Silvia Dumitrescu s-a născut la data de 26 octombrie 1902 în orașul Craiova ca „odrasla unor oameni cu scaun la cap, pentru care teatrul însemna un târâm al pierzaniei”. S-a îndrăgostit de teatru încă de când era elevă în școala primară. Visa să ajungă ca Florica Cristoforeanu. A urmat studii de conservator la clasa lui Ion Livescu. A debutat în teatrul muzical, într-o companie particulară, efemeră. Ulterior, la 17 ani intră în trupa lui Leonard, „Prințul Operetei”, și a lui Velimir Maximilian, în urma unui anunț pe care-l văzuse în ziar. Se căutau coriste.
„Jucam alături de Leonard.Maximilian a început să-mi dea și câte un rolișor mic, spuneam două vorbe. Când ajungeam seara acasă, îmi trăgea o palmă frate-miu, o palmă mama, că de unde vin. Mâncam bătăi strașnice. Numai sora mea mai ținea la mine. Mama însă vroia ca să mă mărit, să fac copii. El mă lua și prin turnee ca să câștig un ban. Eram săracă.”—Silvia Dumitrescu-Timică, Ziarul Metropolis
A urmat o perioadă în care a jucat și la Teatrul Popular și la Teatrul Mic „Aci, Mișu Fotino mi-a oferit prilejul să joc câteva roluri cari m'au făcut remarcată de presă - și în sfârșit !... realizarea visului de a juca în compania Bulandra”. A jucat ca actriță pe scenele de teatru timp de 75 ani, începându-și cariera la Teatrul Ventura din București. Începând din anul 1947, Silvia Dumitrescu a devenit actriță a Teatrului Național "I.L. Caragiale" din București. A fost căsătorită cu actorul George Timică (1886-1954).
A jucat și într-un număr mic de filme, în special de televiziune. Unul din rolurile sale memorabile a fost cel al Coanei Eleonora Arbore din piesa Micul infern de Mircea Ștefănescu. Piesa a avut premiera la Teatrul Nottara în martie 1977. Ultima reprezentație a avut loc în 1992, când artista împlinise 90 de ani.
S-a retras din activitate în anul 1992, la vârsta de 90 ani. A decedat la data de 1 august 1999 în orașul București, în urma unei hemoragii cerebrale.

## Distincții
- Ordinul Muncii clasa a III-a (19 aprilie 1952) „pentru munca depusă cu ocazia «Centenarului Caragiale»”[5]
- titlul de Artist emerit al Republicii Populare Romîne (15 mai 1957) „pentru merite deosebite în activitatea artistică, pedagogică, precum și în munca din alte domenii ale culturii”[6]
- Ordinul „Meritul Cultural” clasa a II-a (6 noiembrie 1967) „pentru merite deosebite în domeniul artei dramatice”[7]

## Filmografie
- Odessa în flăcări (1942)
- Bădăranii (1960) - Marina, soția lui jupân Simon[8]
- Furtuna (1960)
- O încurcătură (1973) - film TV
- Scorpia (1973) - film TV
- Sâmburele (1974) - film TV
- Tren de plăcere (1979) - film TV
- Micul infern (1979) - film TV